# Senyoria de Chantilly
Chantilly fou una antiga senyoria del regne de França centrada al castell de Chantilly, i amb la vila i el domini que l'envoltaven. Va estar governada per diverses famílies. La successió es feia generalment per primogenitura.

## ElsBouteillersde Senlis
- Guiu IV el Boteller de Senlis (mort vers 1221-1223), fundador de la senyoria de Chantilly,[1] fet cavaller el 1181, boteller de França el 1186, croat el 1190 i 1219. casat amb Elisabet de Trie abans de 1187
- Guiu V el Boteller de Senlis (après 1185 - 1232)
- Guiu VI el Boteller de Senlis (mort el 1249 al setge de Damiata), sense descendència
- Guillem II el Boteller de Senlis (Guillem I de Chantilly), oncle (mort el 1249, captiu a Egipte)
- Joan I el Boteller de Senlis, mort el 1286
- Guillem III el Boteller de Senlis, mort vers 1340
- Guillem IV el Boteller de Senlis, mort el 1360,[2] sense posteritat. Casat a Joana de Meudon[3]

Guillem IV va cedir el seu castell de Chantilly a Normandia el 2 de març de 1347 en favor de Joan II de França) a canvi de la liquidació dels deutes que tenia (3.000 lliures). Des del mes de maig de 1347 el duc de Normandia va transferir el castell de Chantilly a Joan I de Clermont, cunyat de Guillem IV i es va reservar diversos drets; aquesta cessió fou ratificada el maig de 1353.
- Joan de Clarmont camarlenc de Joan II i mariscal de França, mort a la batalla de Poitiers (1356)
- Joan II de Clarmont (mort vers 1400).[5] El castell fou saquejat durant la Gran Jacqueria el 1358.

Els Bouteiller van recuperar la senyoria i Guillem V la va cedir al seu cosí germà Jacques Herpin, senyor d'Erquery l'abril de 1360, poc abans de morir t. Herpin va llegar per testament de 13 d'agost de 1361 les senyories de Chantilly i de Moussy-le-Neuf) a son cosí Joan de Laval, senyor d'Attichy. A la mort d'aquest, la senyoria va anar a Guiu de Laval, senyor d'Attichy el 1386, que la va revendre a Pierre d'Orgemont dins el mateix any.

## Els Orgemont (1386-1484)

Armes de Pere d'Orgemont

- Pere d'Orgemont (1315 ? – 1389), canceller de França, compra la senyoria als Bouteiller el 26 de maig de 1386. Fins al 1394 el castell fou arranjat.
- Amauri d'Orgemont (vers 1345-1400), fill segon, canceller del duc d'Orléans, mestre dels comptes i de les peticions de l'hotel del rei Carles VI de França
- Pere II (àlies Joan) d'Orgemont (1375 - mort a la batalla d'Azincourt el 1415)
- Pere III d'Orgemont (vers 1405 ? - 1492) sense descendència. Va llegar la senyoria de Chantilly el 1484 al seu nebot.[7]

## Els Montmorency (1484-1632)

Armes de la casa de Montmorency a partir del segle XIII

- Guillem de Montmorency (vers 1453 - 1531), nebot del precedent, general de les finances;
- Anne de Montmorency (1492-1567), creat duc de Montmorency, conestable de França, nascut a Chantilly ;
- Francesc de Montmorency (1530-1579);
- Enric I de Montmorency (1534-1613), germà, nascut a Chantilly;
- Enric II de Montmorency (1595-1632);

Després de l'exeució d'Enric II de Montmorency a Tolosa, les seves terres foren repartides entre les seves germanes. Chantilly va passar a Carlota Margarita de Montmorency, esposa d'Enric II de Borbó-Condé.

## Els Borbó-Condé (1632-1830)

Armes de la casa de Condé a partir de 1588

- Enric II de Borbó-Condé (1588-1646) ;
- Lluís II de Borbó-Condé (1621-1686), anomenat el Gran Condé;
- Enric III Juli de Bourbon-Condé (1643-1709) ;
- Lluís III de Borbó-Condé (1668-1689) ;
- Lluís IV Enric de Borbó-Condé (1692-1740), cap del consell de regència (1715-1723);
- Lluís V Josep de Borbó-Condé (1736-1818);
- Lluís VI Enric de Borbó-Condé (1756-1830), sense descendència. Va llegar els seus béns i títols al seu besnebot i fillol.

## Orleans (1830-1897)

Armes de la casa d'Orleans

- Enric d'Orleans (1822-1897), fill de Lluís Felip I de França, besnebot i fillol de l'anterior. Va llegar totes les seves propietats a l'Institut de França